# Kati Horna
Kati Horna (Szilasbalhàs, Budapest, 19 de maig de 1912 - Ciutat de Mèxic, 19 d'octubre de 2000) fou una fotògrafa anarquista que va desenvolupar el seu treball a Hongria, París, Espanya i Mèxic.

## Biografia i obres

### Budapest i Berlín, 1912-1933
El seu nom de naixement era Kati Deutsch. Va néixer a Szilasbalhàs, un petit poble proper a Budapest, en una família de banquers d'origen jueu. Va compartir amistat i preocupacions sobre la funció de la fotografia amb els seus amics d'infància, els fotògrafs Robert Capa i Emerico Weisz. Degut a la situació política hongaresa, va viatjar a Berlín -com ho van fer també Capa i Weisz-,i es va integrar a la vida intel·lectual, artística i política, relacionant-se amb el grup al voltant de Bertolt Brecht. Al març del 1933 el partit nacionalsocialista alemany prengué el poder, i començaren les persecucions contra els jueus i la dissidència política. Kati Horna es veié obligada a fugir i tornà durant uns mesos a Budapest, on realitzà un curs de fotografia al taller de Josef Pesci, animada per la seva mare.

### París, 1933-1937
L'any 1933 Kati Horna es va traslladar a París, on va treballar per a l'agencia Agence Photo. Va realitzar diferents sèries centrades a donar-nos una imatge de la ciutat, com les titulades El mercat de les puces (1933) i Els cafès de París (1935). A més va realitzar altres sèries fantàstiques i vinculades a les pràctiques surrealistes. La fotògrafa s'interessà per l'ús de la fotografia per construir relats en seqüències, així com pel collage i el fotomuntatge. Realitzà algunes sèries en les quals personificava ous i verdures per fer paròdies del clima polític, com el relat Hitlerei, que és una sàtira de la figura de Hitler publicada a la revista Die Volks-Illustrierte el 1937.
En aquella època ja era considerada no només una fotògrafa surrealista, sinó també una de les primeres dones fotoperiodistes.

### Espanya, 1937-1939
Després que esclatés la revolució a l'Estat espanyol, el seu compromís polític i el desig que la fotografia servís per a difondre el que estava passant la van portar, el 1937, a viatjar per diferents ciutats espanyoles i catalanes. A Barcelona va retrobar-se amb el seu amic Robert Capa, que va ajudar-la a definir els seus ideals polítics. Va treballar realitzant encàrrecs de propaganda de la Confederació Nacional del Treball (C.N.T.) i també per a diferents revistes anarquistes, com Libre Studio i Umbral, i especialment per a Mujeres libres. Tant al front com a les ciutats va preferir fotografiar imatges senzilles de la vida quotidiana (com també feia Tina Modotti) que escenes bèl·liques de la Guerra Civil Espanyola. Va fer també moltes fotografies de les persones que fugien de les ciutats ocupades pels franquistes, i dels esforços per acollir-les.
Durant la guerra va conèixer l'escultor i il·lustrador anarquista José Horna, que treballava per a revistes i premsa republicana, i que seria des de llavors el seu company de vida i amb qui es va casar el 1938. Amb ell va treballar en alguns collages, fotomuntatges i sèries fotogràfiques.

### Mèxic, 1939-2000
El 1939, amb el triomf franquista, Kati passà la frontera francesa. José Horna ho va fer també, com a part de l'exèrcit republicà. José va romandre internat en un camp de concentració fins que Kati el va poder alliberar i junts van arribar a París. Allà van treballar uns mesos de nou per a Agence Photo. Amb l'arribada dels nazis a França, tots dos van exiliar-se a Mèxic, partint de Le Havre el 17 d'octubre de 1939. Les fotografies que Kati Horna havia fet a Espanya van sortir també a l'exili, i no van tornar fins a l'any 1979.
El primer treball de Kati Horna a Mèxic va ser el conte visual Así se va otro año (Lo que va al cesto), publicat a la revista Todo el desembre de 1939. El conte està treballat a partir de fotografies realitzades a Europa i tracta sobre la guerra i les il·lusions perdudes.
A Mèxic, Kati i José Horna es van integrar al grup d'artistes europeus exiliats vinculats al surrealisme, allunyant-se de les tendències figuratives que imperaven al muralisme i al món artístic mexicà. Aquest grup d'artistes i amics el formaven entre d'altres les pintores Remedios Varo, Leonora Carrington i Alice Rahon, l'escriptor surrealista Benjamin Péret, el fotògraf hongarès Emerico Weisz, la fotògrafa suïssa Eva Sulzer, el pintors surrealistes Esteban Francés i Wolfgang Paalen, el poeta i mecenes Edward James i el pintor mexicà d'ascendència europea Gunther Gerzso.
Va publicar els seus treballs a revistes com Mapa, Estampa, Nosotros, Revista de la Universidad de México, Mujeres: Expresión femenina, Tiempo, Revista de revistas, Diseño, etc. A la revista S.nob, de tendència surrealista i dirigida per Salvador Elizondo, van aparèixer les seves sèries de Fetiches. Es va interessar molt per l'arquitectura, i va publicar fotografies sobre aquesta disciplina a Arquitectos de México, Arquitectura ENA, Obras, Arquitectura, Calli i Artes de México.
També va desenvolupar una feina molt important com a mestra de fotografia, formant a molts i moltes fotògrafes. Des del 1958 fins al 1963 va treballar com a docent als cursos de fotografia de la Escuela de Diseño de la Universidad Iberoamericana, convidada pel seu amic el pintor Mathias Goeritz. Més tard, entre 1965 i 1968, ho va fer a la Escuela de Diseño y Artesanías. Des del 1973 i fins a la seva mort va dirigir el Taller de Fotografía de la Antigua Academia de San Carlos. Va ser molt important també la seva tasca promocionant i organitzant exposicions dels seus i les seves alumnes.

## Exposicions i arxius
Kati Horna va morir el 19 d'octubre del 2000. No havia tingut la seva primera exposició individual fins al 1992. Des de llavors ha rebut nombrosos homenatges i exposicions. El 2014 es va organitzar la primera gran retrospectiva del seu treball al Museo Amparo de Puebla i al Jeu de Paume a París.
Al 2016, la historiadora de l'art Almudena Rubio, investigadora de l'Institut Internacional d'Història Social (IIHS) amb seu a Amsterdam, va localitzar l'arxiu desaparegut de la fotògrafa hongaresa en caixes de fusta de la CNT, tancades des del 1939 amb més de 500 negatius del conflicte. La investigadora organitzà les còpies i els negatius d'aquest material que Kati Hotrna havia fet entre el 1937 i el 1938, quan va arribar a Espanya durant la Guerra Civil per posar-se al servei de propaganda exterior dels anarquistes i anarcosindicalistes de la CNT i de la Federació Anarquista Ibèrica (FAI).